# Kaplanovo
Kaplanovo je naselje v Občini Velike Lašče.